# Apicia commota
Apicia commota là một loài bướm đêm trong họ Geometridae.